# Салбиева, Вера Ивановна
Ве́ра Ива́новна Салби́ева (1910, Терская область — 1993, Москва) — советский офицер, участница Великой Отечественной войны, за подвиги лета 1941 года представленная к званию Героя Советского Союза, но награждённая Орденом Красного Знамени (1942).

## Биография
Родилась 27 августа 1910 года в селе Хумалаг 1-го участка Владикавказского округа Терской области (ныне — Правобережного района Северной Осетии). Её родители, отец Дзадзет и мать Дзигида, занимались крестьянским трудом.
После окончания Гражданской войны Вера поступила в местную сельскую школу, по окончании которой переехала к своей старшей сестре Ксении в город Тифлис. Здесь она стала работать воспитательницей в детском интернате, затем поступила на индустриальный рабфак. В рабфаке помимо основных предметов преподавали военное дело, которое понравилось девушке.
В мае 1931 года по ходатайству ЦК компартии Грузинской ССР Веру Салбиеву зачислили курсантом в Киевское военное училище связи им. М. И. Калинина. Здесь в 1932 году она вступила в ВКП(б). По окончании училища была направлена в город Новочеркасск, где начала службу командиром взвода связи. Затем служила в городе Орджоникидзе, там познакомилась со своим будущим мужем — кадровым военным Исламом Саламовым. В 1939 году супруги переехали в Москву: Ислам был переведён в кавалерийскую бригаду, а Вера — в полк связи.
Через два дня после начала Великой Отечественной войны Вера Салбиева сдала троих своих детей в детский дом и со своим мужем ушла на фронт. Начала боевой путь 1 июля 1941 года начальником связи 783-го полка 229-й стрелковой дивизии 20-й армии и до конца войны находилась в действующей армии в подразделениях связи на разных должностях.
За подвиги лета 1941 года капитан Вера Салбиева была представлена к званию Героя Советского Союза командиром 229-й стрелковой дивизии генерал-майором М. И. Козловым, но награждена Орденом Красного Знамени (1942). Салбиева стала первой женщиной представленная во время Великой Отечественной войны к званию Героя Советского Союза.
Принимала участие в битве под Москвой, освобождении Белоруссии, Украины, Польши и Чехословакии. В июня 1943 года она была назначена начальником вагона связи маршала Советского Союза Г. К. Жукова.
Демобилизовавшись из армии, Вера Салбиева разыскала детей, семья восстановилась и жила в Москве.
Умерла 27 июня 1993 года в Москве, где и была похоронена.
Была награждена орденами Красного Знамени и Красной Звезды, а также многими медалями.
В родном селе ей установлена памятная доска.